# Anaplecta pumila
Anaplecta pumila är en kackerlacksart som först beskrevs av Carl Stål 1858.  Anaplecta pumila ingår i släktet Anaplecta och familjen småkackerlackor. Inga underarter finns listade i Catalogue of Life.